# Liskamm Oriental

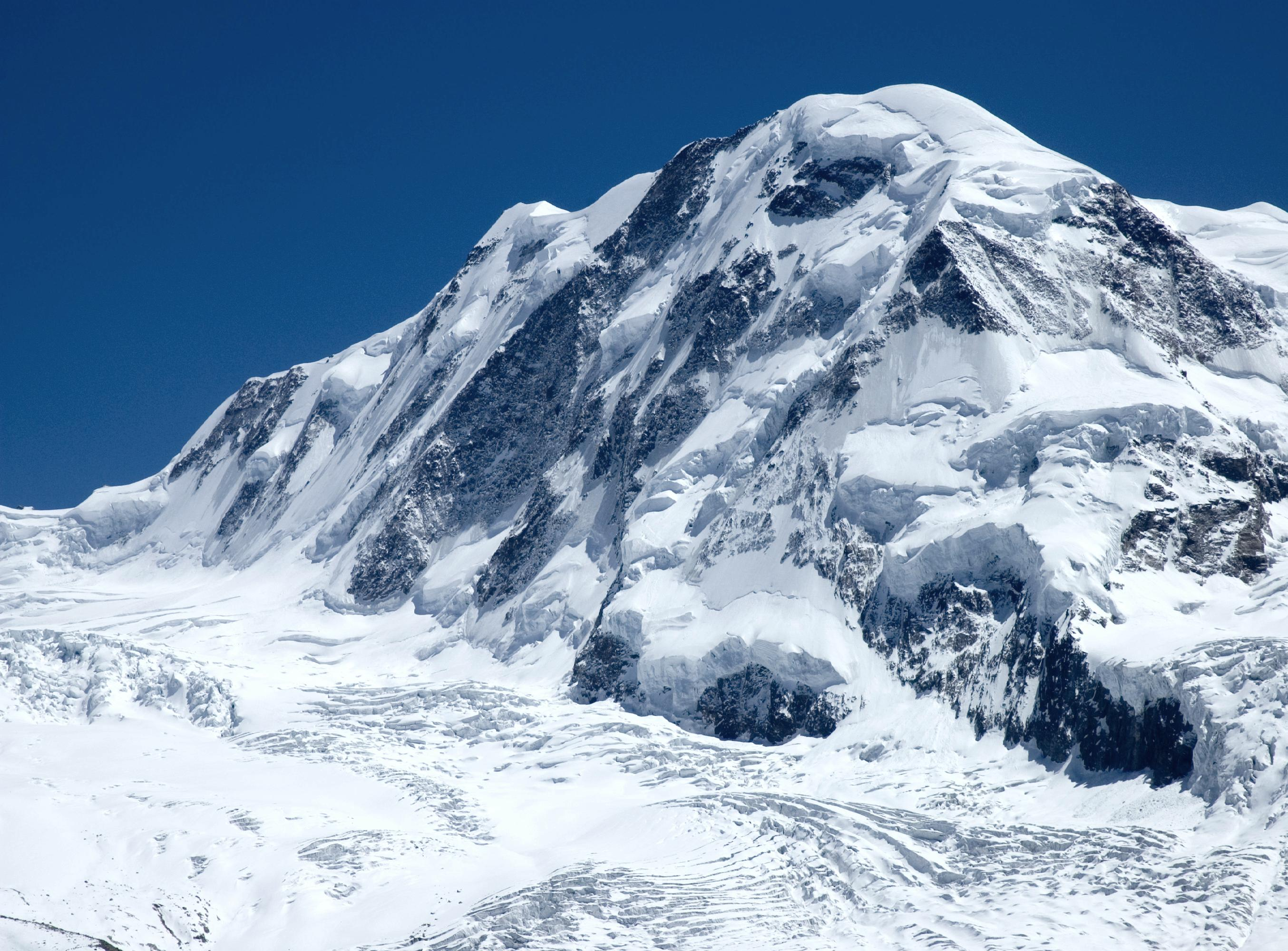
Cara norte de la cima.

El Liskamm Oriental (en italiano: Lyskamm E / Lyskamm orientale; en alemán: Liskamm Ost / Ostliche Lyskamm) es una montaña de 4.527 m s. n. m. situada en los Alpes Peninos, en el grupo del Monte Rosa, la más alta del Lyskamm. Se encuentra a lo largo de la frontera entre Italia (Valle de Aosta) y Suiza

## Características
El Liskamm Oriental está unido al Liskamm Occidental por una sutil crestería que se baja hasta la cota de 4.417 m. Sobre la vertiente sur (italiana) del Liskamm Oriental se alza la característica "Nariz del Liskamm" (Naso del Lyskamm en italiano, Liskamm Schneedomspitze en alemán).

## Primeras ascensiones
La cima fue alcanzada por vez primera el 19 de agosto de 1861 por la cresta sudeste de un grupo de alpinistas compuesto por William Edward Hall, Jean-Pierre Cachat, Peter Perren, Josef-Marie Perren, J.F. Hardy, J.A. Hudson, C.H. Pilkington, A.C. Ramsay, T. Rennison, F. Sibson, R.M. Stephenson, Franz Josef Lochmatter, Karl Herr y Stefan Zumtaugwald.
La primera travesía del Liskamm desde el collado del Felik al collado del Lys se remonta al año 1864 y fue obra de Melchior Anderegg y Franz Biner.

## Ascenso a la cima
El ascenso al Liskamm Oriental se hace normalmente partiendo del collado del Lys que se puede alcanzar desde el lado italiano desde la cabaña Giovanni Gnifetti y desde la vertiente suiza desde la cabaña Monte Rosa. Desde el collado se trata de salir la aérea cresta oriental particularmente afilada y con pendientes hasta los 45º.
La cima puede también alcanzarse partiendo del Liskamm Occidental recorriendo el sutil filo de cresta que une las dos cimas.
Según la clasificación SOIUSA, el Liskamm Oriental pertenece:
- Gran parte: Alpes occidentales
- Gran sector: Alpes del noroeste
- Sección: Alpes Peninos
- Subsección: Alpes del Monte Rosa
- Supergrupo: Grupo del Monte Rosa
- Grupo: Cadena Breithorn-Lyskamm
- Código: I/B-9.III-A.1